# Caulophyllum giganteum
Caulophyllum giganteum är en berberisväxtart som först beskrevs av Oliver Atkins Farwell, och fick sitt nu gällande namn av Loconte och W.H. Blackwell. Caulophyllum giganteum ingår i släktet Caulophyllum och familjen berberisväxter. Inga underarter finns listade i Catalogue of Life.